# Rofalco
Rofalco è un sito archeologico etrusco a tre chilometri da Farnese, in Italia, all'interno della selva del Lamone.

## Storia
La fortezza, posta nella parte nord-occidentale del territorio dell'antica città di Vulci, controllava dall'alto la valle del Fosso Olpeta, importante via naturale che collegava il basso corso del fiume Fiora e la città etrusca con la piana del lago di Mezzano, nell'ambito di un importante itinerario che dalla costa tirrenica toccava il lago di Bolsena, per raggiungere infine la valle del Tevere e il centro di Orvieto. Lungo questo percorso si disponevano altri centri fortificati etruschi di notevole interesse, come la città di Grotte di Castro.
Dal 1996 le indagini sistematiche all'interno dell'insediamento e il progetto di valorizzazione di Rofalco vengono seguite dal Gruppo archeologico romano (sotto la direzione di Mauro Incitti fino alla sua scomparsa nel 2004, e successivamente di altri archeologi), in collaborazione con la Soprintendenza archeologica competente ed alcuni enti locali. Prima degli interventi di scavo il sito era conosciuto solamente attraverso indagini di superficie; la prima citazione di Rofalco nei testi archeologici risale al 1985. Negli stessi anni i resti sono stati anche interessati dall'attività di scavatori clandestini, che hanno danneggiato irrimediabilmente il complesso.

## Sito
L'elemento più imponente e noto del complesso archeologico, che emerge nettamente dalla intricata vegetazione, è costituito dai resti della cinta muraria, che recinge un'area di poco più di 1,5 ettari, descrivendo un arco di cerchio lungo circa 330 m affacciato sul ripido pendio della valle dell'Olpeta. Le mura, costruite a secco con grandi blocchi poligonali di durissima pietra lavica locale, raggiungono in alcuni punti lo spessore di circa 6 m, mentre l'altezza massima conservata è di poco meno di 4 m. Sul lato esterno, in parte sommerse dagli abbondanti crolli, sono visibili almeno tre grandi torri a pianta quadrangolare e massiccia struttura piena, di circa 6 m di lato, disposte ad intervalli irregolari. In rapporto con le torri sembrano essere anche delle strutture, molto danneggiate, addossate sul lato interno delle mura, identificabili come rampe di accesso al camminamento di ronda, oggi completamente scomparso.
Benché lo schema del circuito difensivo sia piuttosto semplice, in parte condizionato dalla natura dei luoghi e dai materiali da costruzione disponibili, il ricorso sistematico, ancorché incerto, alle torri per assicurare la difesa delle cortine mediante il tiro di fiancheggiamento appare decisamente notevole. Soluzioni di questo tipo infatti, se risultano utilizzate normalmente nell'architettura militare del mondo greco a partire almeno dall'età arcaica, compaiono solo occasionalmente nelle realizzazioni etrusche ed italiche intorno alla fine del IV secolo a.C., attraverso la mediazione dei centri della Magna Grecia.

I dati a disposizione permettono di riconoscere nel complesso di opere difensive - porta, mura e torri - il frutto di un unico e organico intervento costruttivo.
Il terreno compreso all'interno delle mura non è uniforme, ma presenta dislivelli anche piuttosto sensibili dovuti alla particolare formazione geologica, già in antico regolarizzata in più punti mediante la realizzazione di terrazzamenti. Su tutta la superficie del sito, a volte portati in luce da scavi clandestini, affiorano frammenti di tegole, di grossi dolia e di altre forme ceramiche. Sempre in superficie si notano alcuni allineamenti formati da grandi pietre laviche locali: nel corso delle ricerche è stato possibile riconoscere in tali allineamenti l'indizio della presenza di strutture e ambienti in muratura ancora interrati, che sembra possibile inserire all'interno di maglie regolari di diverso orientamento adattate alla morfologia accidentata del sito. L'approvvigionamento idrico, non essendo presenti nei pressi sorgenti di una certa portata, doveva in antico essere assicurato dalle acque del fosso Olpeta e da alcune cisterne scavate nel banco roccioso, due delle quali sono ancora oggi visibili.
Nella zona centrale dell'abitato, su un largo ripiano pianeggiante affacciato sulla valle, si trova un edificio formato da una serie di cinque vani di uguali dimensioni, larghi ciascuno circa 6,5 m e lunghi poco meno di 13 m. Il ritrovamento in diversi ambienti di numerosi frammenti ceramici, appartenenti a grossi dolia e ad altre forme prevalentemente da dispensa, sigillati al di sotto degli strati di crollo delle strutture suggerisce per tale complesso un'interpretazione come magazzino.
A sud-ovest del complesso dei magazzini, su un leggero pendio regolarizzato da terrazze, sono i resti di diverse strutture che gli scavi più recenti hanno permesso di riconoscere come parte di un quartiere abitativo. In quest'area è stato individuato un grande isolato suddiviso in numerosi ambienti e comprendente al suo interno anche alcuni spazi scoperti e di servizio. L'isolato era delimitato sui lati nord-ovest e sud-ovest dalla strada principale dell'insediamento e da una traversa secondaria che permetteva di raggiungere, presso il costone, un ripido sentiero, rimasto percorribile fino a pochi anni or sono, da cui era possibile raggiungere il fondovalle.
Le tracce relative alla distruzione e al crollo degli edifici, caratterizzate a volte dalla presenza di spessi strati di bruciato, risultano particolarmente diffuse e interessano una buona parte degli edifici indagati: a tale proposito un possibile indizio della fine violenta dell'insediamento è costituito dal rinvenimento in più punti di proiettili da fionda fittili, ritrovati sia negli strati più superficiali e sconvolti, sia all'interno dei livelli di distruzione delle strutture. Queste considerazioni, unite all'assenza di forme ceramiche databili oltre i primi decenni del III secolo a.C., porta a ricollegare la distruzione di Rofalco al trionfo De Vulsiniensibus et Vulcientibus del console romano Tiberio Coruncanio (280 a.C.). La sconfitta di Vulci dovette comportare pesanti conseguenze per i centri del territorio: evidenti tracce di distruzioni e incendi, del tutto analoghe a quelle presenti a Rofalco, sono state infatti riscontrate anche a Sovana, Saturnia, Ghiaccio Forte, Doganella.

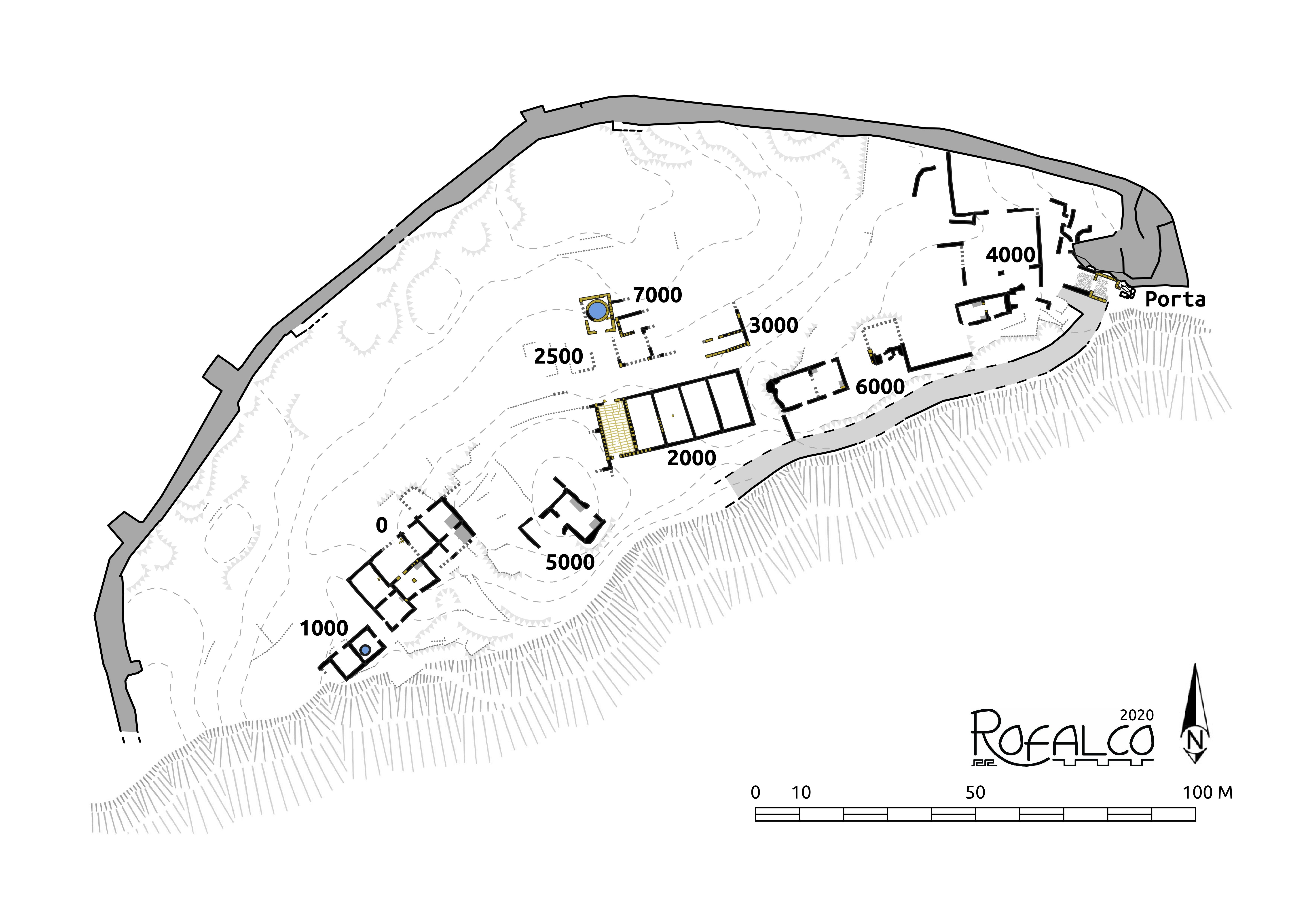
Pianta della fortezza etrusca di Rofalco con numerazione delle aree di scavo (Archivio Progetto Rofalco, 2020).